# Smithville Flats (Nueva York)
Smithville Flats es un lugar designado por el censo ubicado en el condado de Chenango en el estado estadounidense de Nueva York. En el año 2010 tenía una población de 351 habitantes.

## Geografía
Smithville Flats se encuentra ubicado en las coordenadas 42°23′38.8″N 75°48′34.17″O / 42.394111, -75.8094917.